# Branislav Pokrajac
Branislav "Kraja" Pokrajac, född 27 januari 1947 i Belgrad i dåvarande SFR Jugoslavien, död 5 april 2018, var en serbisk, tidigare jugoslavisk, handbollsspelare och handbollstränare. Han spelade 180 landskamper och gjorde 510 mål för Jugoslaviens landslag och är tillsammans med ryssen Vladimir Maksimov den enda som vunnit OS-guld som både spelare (1972) och tränare (1984). Pokrajac hade många olika tränaruppdrag efter spelarkarriären, men få som varade längre än en säsong. Hans sista uppdrag var som tränare för Sporting Lissabon, 2010–2012.
Han tog OS-guld i herrarnas turnering i samband med de olympiska handbollstävlingarna 1972 i München.